# Ngondo II
Pour les articles homonymes, voir Ngondo.
Ngondo II est un village de la Région du Littoral au Cameroun, situé dans la commune de Loum, sur le site Communes et villes unies du Cameroun (CVUC).

## Population et développement
En 1968, la population de Ngondo II était de 75 habitants, essentiellement des Babong. Elle était de 106 lors du recensement de 2005.